# Menhire und Steinkreis von Feldberg

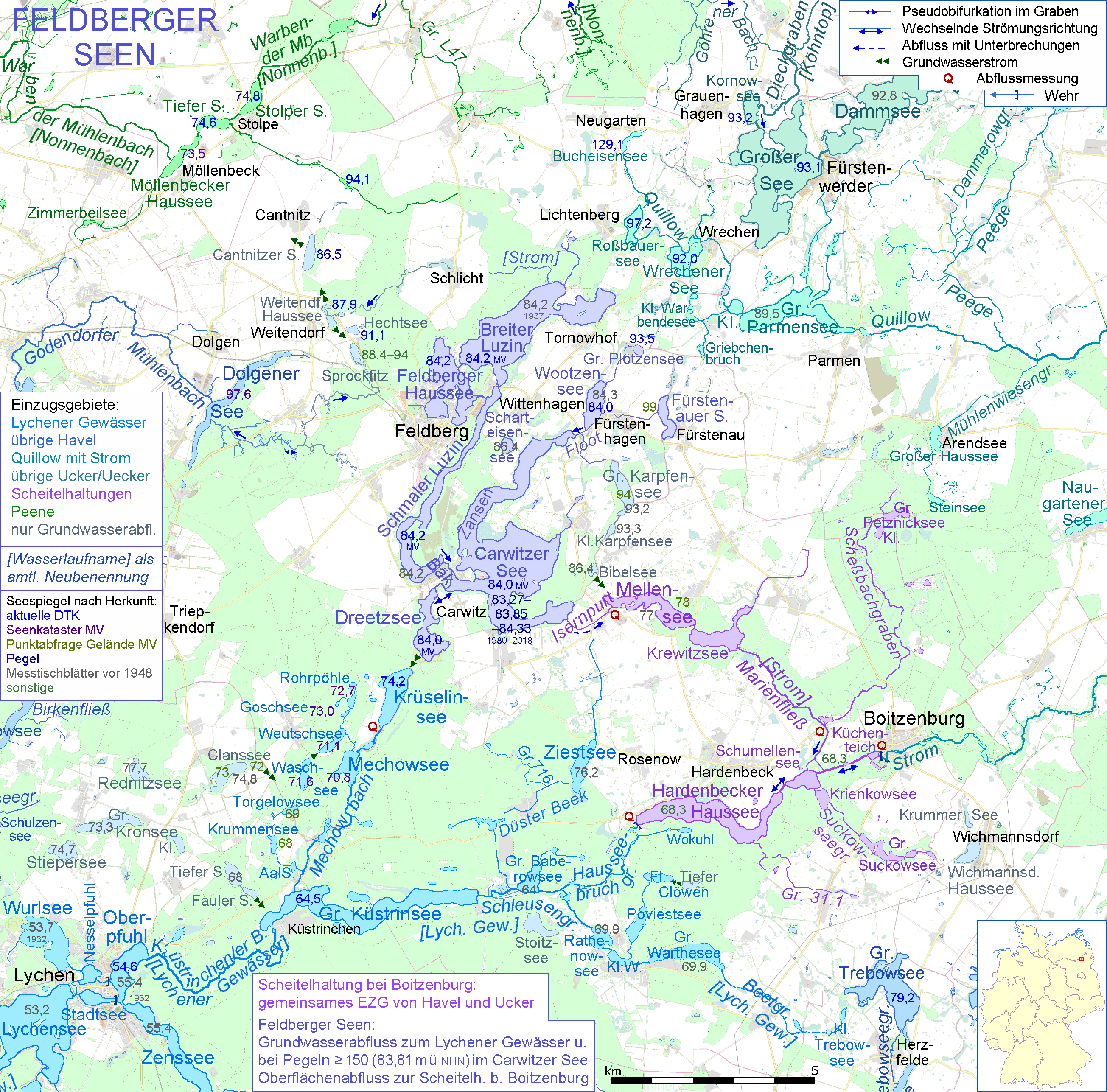
Karte

Die Menhire und der Steinkreis von Feldberg befinden sich im Forst Feldberger Hütte, im Ortsteil Feldberg, der Gemeinde Feldberger Seenlandschaft im Osten von Mecklenburg-Vorpommern. In der Nähe befinden sich vorgeschichtliche Rösen aus kopfgroßen Steinen, die in Deutschland, im Gegensatz zu Skandinavien selten sind.
Menhire im engeren Sinne sind im Nordosten Deutschlands unbekannt. Allerdings listet H.-J. Beier in Mitteldeutschland 28 Monolithe auf, davon 7 in Mecklenburg-Vorpommern. In Ostseenähe gibt es eine Anzahl von Steinkreisen. Einige stammen aus der Eisenzeit und stehen mit Bestattungen in Verbindung.

## Menhir 1
Der 1,5 m hohen Monolith, ist wahrscheinlich eine Grabstele, die zu  einem bronzezeitlichen Grabhügel gehört. Am nahen Sprockfitzsee fanden die Archäologen einen Feuersteinschleifstein.
Lage:53° 21′ 0,5″ N, 13° 24′ 46,4″ O

## Menhir 2
Der kleinste Monolith, ist wahrscheinlich auch eine Stele die zu  einem bronzezeitlichen Grabhügel gehört. Er steht in der Nähe von Menhir 3.
Lage:53° 21′ 15,1″ N, 13° 25′ 23,7″ O

## Menhir 3
Der etwa 2,0 m hohen Monolith ist wahrscheinlich eine weitere Grabstele, die zu einem bronzezeitlichen Grabhügel gehört.
Lage:53° 21′ 23,4″ N, 13° 25′ 10,6″ O

## Steinkreis
Der Steinkreis aus kleinen Steinen hat einen Durchmesser von 12 m. Er war wahrscheinlich ursprünglich die Randeinfassung eines ausgegangenen bronzezeitlichen Erdhügels. Einige kleinere Steinkreise liegen in der Nähe.
53° 21′ 6,1″ N, 13° 24′ 57,8″ O